# Dolycoris
Genre
Dolycoris est un genre d'insectes hémiptères du sous-ordre des hétéroptères (punaises).

## Espèces rencontrées en Europe
- Dolycoris baccarum (Linnaeus, 1758)
- Dolycoris numidicus Horváth, 1908